# مركز هلمهولتز برلين للمواد والطاقة
مركز هلمهولتز برلين للمواد والطاقة Helmholtz-Zentrum Berlin für Materialien und Energie (HZB), كان اسمه حتى 4 يونيو 2008 "معهد هان - مايتنر برلين " (HMI) بعدما توحد مع "جمعية برلينر إلكترونن شبايشر رينغ للأشعة السيكلوترونية (BESSY), في 11 نوفمبر 2008. فأصبح مركزا للبحوث يتبع الحكومة الألمانية المركزية وبلدية برلين. وهو أحد مجموعة مراكز هلمهولتز الألمانية للبحوث العلمية في ألمانيا.
كان المركز في شتاء عام 1957/1956 اسمه «المعهد الفيزياء النووية برلين» IKB حيث تم تأسيسه في 15 مارس 1959 بحضور أوتو هان الذي سمي باسمه فكان معهد هان - ماتنر للبحوث النووية برلين.
ومنذ1971 كان يتمتع بصفة شركة مساهمة محدودة. كذلك كان مركز هلمهولتز برلين للمواد والطاقة سركة مساهمة محدودة المسؤولية؛ تمتلكها الوزارة الاتحادية بنسبة 90% وتتبع الوزارة الاتحادية للتعليم والبحوث، وبنسبة 10% لبلدية برلين. وفي 1 يناير 2009 فقد الالتحام القانوني بشركة برلينر إلكترونن شبايشر رينغ للأشعة السيكلوترونية (BESSY فأصبحا المركز الحالي  HZB .
يقوم مركز هلمهولتز برلين بتشغيل منشأتين: واحدة في برلين - وانزيه والآخر في برلين - أدلرزهوف للبحوث العلمية الأساسية في مجالات بنية المادة والطاقة الشمسية. وينتمي إليه جهازين كبيرين للبحوث: مفاعل نووي برلين للبحوث (BER II)
و حلقة تسريع الألكترونات وتخزينها BESSY II.
بالإضافة إلى ذلك لدى المركز «معجل الأيونات الثقيلة»] VICKSI الذي يستخدم جهاز فان دي غراف.

## في مجال الطب
وحاليا يقوم المركز بالتعاون المشترك مع المستشفى شاريتيه الشهيرة في برلين بإنشاء قسم فريد في ألمانيا يختص بالعلاج بالبروتونات، أي في مجال الطب. هذا القسم يستخدم سيكلوترون للبروتونات (مسرع بروتونات) تصل طاقتها إلى 68  مليون إلكترون فولت. وفي هذا القسم يتم على الأخص معالجة أورام العين.

## النفايات الذرية
يشرف المركز على تخزين النفايات الذرية المجمعة في بلدية برلين.

## عدد العاملين
يشتغل في مركز هلمعولتز برلين للمواد والطاقة نحو 1100 باحث ومشتغل، من ضمنهم 40% من الباحثين. كما يزوره باحثون زائرون كثيرون للإشتراك في البحوث القائمة أو تكون لهم بحوثهم الخاصة يستعينون فيها بأجهزة المركز. والمركز هو أحد مجموعة مراكز هلمهولتز الألمانية للبحوث العلمية. اسند اسم المركز الضليعلى عالم الفيزياء الضليع في علم وظائف الأعضاء هيرمان فون هلمهولتز؛ وكان اسم معهد هان - مايتنر فيزياء النووية يعود إلى الرواد في الكيمياء النووية والفيزياء النووية وهما أوتو هان وليز مايتنر.